# Diolcogaster austrina
Diolcogaster austrina är en stekelart som först beskrevs av Wilkinson 1929.  Diolcogaster austrina ingår i släktet Diolcogaster och familjen bracksteklar. Inga underarter finns listade i Catalogue of Life.